# Eva Janssen (triatlete)
Eva Janssen (Utrecht, 10 mei 1977) is een Nederlandse triatlete uit Hilversum.
Ze begon haar sportieve carrière in de atletiek en was meerdere keren Nederlands kampioene bij de junioren. In 2003 maakte ze de overstap naar de triatlon. Ze stond meerdere keren op het podium van de nationale kampioenschappen over de olympische afstand en debuteerde in 2009 op de halve triatlon met een derde plek in de Half Ironman van Wiesbaden en winst in de triatlon van Gérardmer. Ze werd in 2009 genomineerd voor Sportvrouw van het jaar door de Nederlandse Triathlon Bond (NTB).
Eva Janssen werkt parttime als communicatieadviseur. Ze is aangesloten bij Zwem- en Polovereniging IJsselmeer en de Gooise Atletiek Club (GAC) Hilversum.

## Biografie

### Atletiek
Eva Janssen begon in 1990 haar sportieve carrière in de atletiek. Bij de junioren A/B werd ze vijfmaal Nederlands kampioene: tweemaal op de 1500 m indoor, tweemaal op de 1500 m outdoor en in het veldlopen bij de meisjes A. Ze won in 1995 het nationale crosscircuit en deed mee aan de wereldkampioenschappen veldlopen in Engeland. Bij de senioren liep ze persoonlijke records van 2.11,58 op de 800 m en 4.26,74 op de 1500 m. Ze werd derde op de 1500 m tijdens de Nederlandse indoorkampioenschappen en vijfde op het NK veldlopen (korte cross). Op de 3000 m liep ze 9.44,46 en op de 3000 m steeple liep ze in Utrecht een officieus Nederlands record van 10.22,33. Het werd niet erkend, omdat niet het vereiste aantal deelnemers van start gegaan was (minimaal drie).

### Triatlon
Na een aantal blessures maakte Janssen in 2003 de overstap naar de triatlon. In 2006 debuteerde ze op het nationaal kampioenschap met een vierde plek en won ze nationale wedstrijden in Heerenveen, Woerden en Huizen. In 2007 volgde de stap naar de internationale, Europese wedstrijden en plaatsing op de Europese ranglijst.
In 2008 haalde ze een vierde plek in een ITU points race en vier top 10-plekken in Europacupwedstrijden en kwalificeerde zich voor het EK triatlon. Ze behaalde de tweede plaats op het NK triatlon en een achtste plek op het WK duatlon. In 2009 werd Janssen derde op het NK triatlon, 33e op het EK triatlon in Holten en twaalfde op het WK lange afstand in Perth. Ook won ze de triatlon op de Alpe d'Huez. Ze maakte haar debuut op de halve triatlonafstand, en won de wedstrijd in het Franse Vogezenstadje Gérardmer.

## Persoonlijke records
Baan
| Onderdeel      | Prestatie | Jaar             | Plaats   |
| -------------- | --------- | ---------------- | -------- |
| 800 m          | 2.11,58   | 2001             | Oordegem |
| 1500 m         | 4.26,74   | 2001             | Nijmegen |
| 3000 m         | 9.44,46   | 2001             | Vught    |
| 3000 m steeple | 10.22,33  | 10 augustus 2001 | Utrecht  |
| 5000 m         | 17.14,10  | 2001             | Utrecht  |

Weg
| Onderdeel      | Prestatie | Jaar             | Plaats     |
| -------------- | --------- | ---------------- | ---------- |
| 10 km          | 36.02     | 22 december 2007 | Linschoten |
| halve marathon | 1:17.04   | 14 maart 2009    | Den Haag   |

## Kampioenschappen

### Atletiek
1500 m
- 2001:  NK indoor (Gent) - 4.31,24

halve marathon
- 2009: 4e NK in Den Haag - 1:17.04 (7e overall)

veldlopen
- 2001: 5e NK veldlopen, korte cross (4768 m)

### Triatlon
- 2006:  NK Off road triathlon (Ameland)
- 2006: 4e NK OD (Stein)
- 2007:  NK OD (Stein)
- 2008:  NK OD (Stein)
- 2009:  NK OD (Stein)
- 2009: 33e EK OD (Holten)
- 2009: 12e WK lange afstand (O2) (Perth)

### Duatlon
- 2008: 8e WK (Rimini)

## Prestaties

### atletiek
- 2000: 5e Warandeloop - 8.54
- 2001: 6e NK veldlopen in Kerkrade - 19.29
- 2002: 9e NK veldlopen in Amersfoort - 15.46
- 2003: 15e Groet uit Schoorl Run (21,1 km) - 1:43.24
- 2003:  Hilversum (10 km) - 38.55
- 2006: 21e halve marathon van Egmond (7e in categorie) - 1:34.26
- 2006: 4e Groet uit Schoorl Run (21,1 km) - 1:26.35
- 2007: 20e halve marathon van Egmond (3e in categorie) - 1:26.27
- 2007: 4e Groet uit Schoorl Run (21,1 km) - 1:22.59
- 2007:  Nike Hilversum City Run - 37.30
- 2007:  Linschotenloop - 36.02
- 2008: 14e halve marathon van Egmond (2e in categorie) - 1:23.07
- 2008: 4e Nike Hilversum City Run - 36.19
- 2008:  halve marathon van Linschoten - 1:20.34
- 2009: 10e halve marathon van Egmond (1e in categorie) - 1:24.11
- 2009:  Asselronde Apeldoorn - 1:47.06
- 2009: 11e Nike Hilversum City Run (10 km) - 37.00

### triatlon
- 2006:  Triatlon Heerenveen - 2:01.41
- 2006:  Triatlon Woerden - 2:01.00
- 2006:  Triatlon Huizen - 2:05.49
- 2006:  Triatlon Nieuwe Niedorp - 1:00.43
- 2006:  Triatlon Aalsmeer - 2:05.04
- 2007:  Zwemloop Amersfoort - 51.04
- 2007:  Superprestige triatlon Meerhout - 2:17.14
- 2007:  Triatlon Zundert - 2:10.51
- 2007:  Triatlon Echternach - 2:10.29
- 2007:  Triatlon Alpe d’Huez - 2:15.53
- 2007: 9e Europacup Triatlon Genève - 2:25.18
- 2008: 4e ITU-points race triatlon Bloemfontein - 2:17.20
- 2008:  Zwemloop Amersfoort - 51.29
- 2008: 5e Europacup Triatlon Kreta - 2:05.16
- 2008: 9e Europacup Triatlon Balatonfüred - 2:08.54
- 2008: 9e Europacup Triatlon Athlone - 2:09.07
- 2008: 9e Europacup Triatlon Karlovy Vary - 2:11.12
- 2008:  Triatlon Weesp - 1:56.06
- 2009:  Triatlon Enschede - 55.59
- 2009:  Triatlon Amsterdam - 2:09.23
- 2009:  Triatlon Alpe d’Huez - 2:15.16
- 2009:  Half Ironman Wiesbaden - 4:47.40
- 2009:  Triatlon XL Gérardmer - 5:06.47
- 2009: 33e EK olympische afstand in Holten - 2:05.34
- 2009: 12e WK lange afstand in Perth - 4:36.30

### duatlon
- 2007:  Duatlon Hilversum - 1:06.05
- 2008:  Duatlon Hilversum - 1:09.27